# Bulbophyllum tricolor
Bulbophyllum tricolor là một loài phong lan thuộc chi Bulbophyllum.